# Benbecula
Benbecula (tiếng Gaelic Scotland:Beinn nam Fadhla ) là một hòn đảo của Hebrides ở Đại Tây Dương ngoài khơi bờ biển phía tây của Scotland.  